# Рудня (Мощаницкий сельсовет)
Ру́дня (бел. Рудня) — деревня в составе Мощаницкого сельсовета Белыничского района Могилёвской области Республики Беларусь.

## Население
- 2010 год — 27 человек